# The Stone Roses
The Stone Roses là một ban nhạc rock người Anh thành lập tại Manchester vào năm 1983. The Stone Roses là một trong những nhóm nhạc đi đầu của trào lưu Madchester vào những năm 1980 - 1990; đội hình nhóm gồm có Ian Brown, cây guitar John Squire, cây bass Mani, tay trống Reni. Ban nhạc phát hành album phòng thu đầu tay trùng tên nhóm vào năm 1989. Album là một thành công đột phá với ban nhạc và nhận được rất nhiều lời khen ngợi, các nhà phê bình xem nó là một trong những album nhạc Anh vĩ đại nhất từng được thực hiện. Ngay thời điểm đó, The Stone Roses quyết định kinh doanh thành công của họ bằng việc ký hợp đồng với một hãng đĩa lớn. Hãng đĩa mà nhóm ký ở thời điểm đó là Silvertone không để ban nhạc chấm dứt hợp đồng, do đó dẫn đến một cuộc tranh tụng pháp lý kéo dài, lên đến đỉnh điểm khi ban nhạc ký hợp đồng với Geffen Records. Sau đó The Stone Roses đã phát hành album thứ hai với tựa đề Second Coming, đón nhận những đánh giá trái chiều vào năm 1994. Nhóm tan rã sau vài lần thay đổi nhân sự diễn ra suốt chuyến lưu diễn, bắt đầu khi Reni là người rời đi đầu tiên vào đầu năm 1995, kế tiếp theo sau là Spire vào tháng 4 năm 1996. Brown và Mani giải thể phần còn lại của ban nhạc vào tháng 10 năm 1996 sau khi họ trình diễn tại Nhạc hội Reading.
Sau nhiều đồn đoán mạnh mẽ từ giới truyền thông, The Stone Roses đã kêu gọi một buổi họp báo tổ chức vào ngày 18 tháng 10 năm 2011 để thông báo rằng ban nhạc đã tái hợp và sẽ tổ chức một chuyến lưu diễn toàn cầu vào năm 2012, bao gồm ba chương trình tổ chức ở quê nhà Heaton Park, Manchester. Những kế hoạch thu âm album thứ ba trong tương lai cũng dần được nhen nhóm. Vào tháng 6 năm 2012, Chris Coghill – biên kịch của bộ phim điện ảnh mới lấy bối cảnh trong chương trình Spike Island của Stone Roses vào năm 1990 – tiết lộ rằng ban nhạc "có ít nhất ba hoặc bốn bản nhạc mới đã được ghi". Tháng 6 năm 2013, một bộ phim tài liệu về sự tái hợp của ban nhạc có tựa The Stone Roses: Made of Stone do Shane Meadows đạo diễn đã ra mắt tại các rạp. Năm 2016, The Stone Roses phát hành sản phẩm đầu tiên trong hai thập niên. Các thành viên của nhóm tiếp tục lưu diễn đến tháng 6 năm 2017.

## Lịch sử hoạt động

### Thành lập (1983–1984)
Ian Brown (thời điểm chơi bass) và cầm thủ guitar John Squire quen biết nhau khi còn học ở trường nam sinh Altrincham Grammar, họ đã thành lập một ban nhạc hoạt động ngắn hạn, lấy cảm hứng từ Clash có tên là The Patrol vào năm 1980 cùng với ca sĩ kiêm chơi guitar Andy Couzens và tay trống Simon Wolstencroft. Họ chơi vài buổi diễn vào năm 1980 và ghi thành một tệp demo, nhưng đến cuối năm đó nhóm đã quyết định thay đổi hướng hoạt động. Brown thể hiện tiềm năng thành giọng ca chính trong chương trình cuối của Patrol khi hát bài "Block Buster!" của Sweet trong người bạn kiêm kĩ thuật viên của ban nhạc là Pete Garner đứng chơi bass còn Couzens muốn tập trung đánh guitar. Ban nhạc đánh mất sự nhiệt huyết vào năm 1981, Brown bán chiếc guitar bass của mình để mua chiếc xe đẩy hai bánh, còn Wolstencroft gia nhập ban nhạc của Johnny Marr và Andy Rourke mang tên Freak Party – tiền thân của Smiths. Squire tiếp tục tập guitar trong khi làm họa sĩ diễn hoạt cho hãng Cosgrove Hall, còn Brown làm chủ một hộp đêm nhạc Northern soul tại Salford. Squire và Couzens khởi động một ban nhạc mới có tên là The Fireside Chaps với cây bass Gary "Mani" Mounfield, tiếp đó họ tuyển một ca sĩ là Kaiser và tay trống Chris Goodwin, đồng thời đổi tên nhóm thành The Waterfront (dựa theo phim On the Waterfront); âm thanh của nhóm chịu ảnh hưởng bởi những nhóm nhạc vào thập niên 1960 và những ban nhạc đương đại như Orange Juice. Goodwin đã rời đi trước khi ban nhạc thu đĩa demo đầu tiên và ngay sau khi phát hành nó, Squire đã đề nghị Brown gia nhập làm ca sĩ. Trong một buổi gặp mặt Geno Washington tại một bữa tiệc tổ chức tại căn hộ của Brown ở Hulme, Washington nói với Brown rằng anh sẽ trở thành một ngôi sao và nên làm ca sĩ, rồi ông thuyết phục Brown chấp nhận đề nghị của Squire. Brown gia nhập The Waterfront vào cuối năm 1983 sau một thời gian chia sẻ phần hát với Kaiser.

### Chuyến lưu diễn và những sản phẩm đầu tiên (1985–1988)
Ban nhạc chơi buổi nhạc sống chính đầu tiên vào ngày 4 tháng 8 năm 1985 với sự hỗ trợ từ Last Party, sau khi nghệ sĩ gốc là Mercenary Skank bỏ buổi diễn. Họ đã có buổi thu nháp đầu tiên với Hannett vào tháng 1 năm 1985 tại Strawberry Studios ở Stockport nhằm ghi các bản nhạc cho một đĩa đơn đầu tay và một album. Những buổi thu nháp kế tiếp diễn ra vào tháng 3, tại đó họ thu đĩa đơn đầu tay mặt A mang tên "So Young"/"Tell Me". Ban nhạc đã được mời chơi một buổi thu nháp trực tiếp trên đài Piccadilly Radio, nơi họ cho ra mắt một ca khúc mới, "I Wanna be Adored". Đến lúc này nhóm đã bắt đầu gây dựng tiếng tăm đáng kể ở Manchester, và buổi diễn nhạc sống đầu tiên tại Preston, miền Bắc Anh đã thu hút một lượng lớn khán giả, nhưng rồi biến thành một mớ hỗn độn sau những vấn đề kĩ thuật và xích mích giữa các thành viên về việc thanh toán hóa đơn.
The Roses khởi động một chuyến lưu diễn ở Thụy Điển vào tháng 4, với buổi nhạc sống đầu tiên tại Manchester diễn ra sau khi nhóm trở về tại International 1; nơi đây được điều hành bởi các nhà quản lý tương lai của Stone Roses là Matthew Cummings và Gareth Evans. Một buổi trình diễn tại bữa tiệc ở kho chứa vào ngày 20 tháng 7 đã giúp gây dựng mối quan tâm trong ban nhạc, và vào tháng 8 họ trở lại phòng thu để ghi album đầu tay. Không hài lòng với kết quả cũng như việc thay đổi âm thanh của nhóm, dự án trên đã bị hoãn (sau này nó được phát hành dưới dạng album Garage Flower). Tuy nhiên đĩa đơn đầu tay là "So Young"/"Tell Me" vẫn ra mắt vào tháng 9.

### Album đầu tay và thành công đột phá (1989–1991)
Vào năm 1988 và đầu 1989, the Stone Roses thu album đầu tay tại Battery Studios và Konk Studios ở Luân Đôn và Rockfield Studios ở xứ Wales, với Leckie chịu trách nhiệm sản xuất. Đĩa đơn đầu tay cho Silverstone, "Elephant Stone" tạo được ít tiếng vang và đầu năm 1989 những buổi biểu diễn của ban nhạc vẫn chỉ thu hút một số ít khán giả. Ca khúc "Made of Stone" đã đón nhận sự chú ý nhiều hơn từ giới báo chí và được biên tập viên Richard Skinner lựa chọn để phát sóng trên show đêm muộn Radio One của ông, sau đó giành hạng 90 trên UK Singles Chart. The Stone Roses ra mắt vào tháng 4/ tháng 5 năm 1989, và lúc đầu đón nhận đa số nhận xét tích cực, rồi lọt vào UK Albums Chart ở vị trí số 32 giữa tháng 5, vị trí cao nhất mà album giành được trong năm. Đĩa đơn kế tiếp, "She Bangs the Drums" giúp nhóm lọt vào tốp 40 hit ở Anh bên cạnh vị trí quán quân trên UK Independent Chart, và đến lúc này họ mới nhận được sự quan tâm nhiều hơn từ cánh báo chí và bán cháy vé cho các show trên khắp cả nước. Ban nhạc trở nên nổi tiếng rộng rãi bởi một sự cố hi hữu: một phút trong buổi biểu diễn trực tiếp trên truyền hình của ban nhạc, nằm trong chương trình The Late Show của đài BBC, điện bị cúp khiến Ian Brown liên tục văng lời phàn nàn "Lũ nghiệp dư!" vào người dẫn chương trình Tracey MacLeod. Cuối năm 1989, ban nhạc cho ra đĩa đơn kép mặt A "Fools Gold/What the World Is Waiting For" - đĩa này giành hạng 8 trên UK Singles Chart vào tháng 11. Dù dự kiến ra mắt ở mặt B, "Fools Gold" nhanh chóng trở thành ca khúc nổi tiếng nhất của the Roses và màn thể hiện bài hát trên chương trình Top of the Pops càng xây chắc danh tiếng của nhóm. "Fools Gold" giúp nhóm có được hit lọt top 10 đầu tiên và album thăng lên vị trí số 19 trên bảng xếp hạng vào đầu năm kế tiếp.
– Ian Brown phát biểu với tờ NME  vào tháng 12 năm 1989
Những buổi diễn chính lớn nhất của the Roses vào năm 1989 có tới 4000 khán giả tại Empress Ballroom của Blackpool vào thứ 7, ngày 12 tháng 8 và 7000 khán giả tại Cung thể thao Alexandra vào thứ 7, ngày 18 tháng 11. Những buổi diễn này đều phát thành thành một live video vào năm 1991 và sau đó đăng tải trên Youtube.
Ban nhạc thắng 4 giải do độc giả của tờ NME bình chọn trong năm đó: Ban nhạc của năm, Ban nhạc mới xuất sắc nhất, Đĩa đơn của năm (cho "Fools Gold") và Album của năm (cho album đầu tay của nhóm). The Stone Roses cho đến giờ được coi là một trong những album nhạc Anh vĩ đại nhất, dù cho nhóm không vừa ý với âm thanh trong album; Squire miêu tả nó là "sướt mướt" và "không đủ sức nặng".

## Phong cách nghệ thuật và ảnh hưởng
Những nguồn ảnh hưởng của The Stone Roses gồm có garage rock, EDM, Krautrock, Northern soul, punk rock, reggae, soul và các nghệ sĩ như the Beatles, the Rolling Stones, Simon and Garfunkel, the Smiths, the Byrds, Jimi Hendrix, Led Zeppelin, the Jesus and Mary Chain, Sex Pistols và the Clash. Ban nhạc là một phần của trào lưu Madchester, một làn sóng nhạc kết hợp alternative rock, psychedelic rock và EDM. Nhóm còn tiếp tục tạo ảnh hưởng lên các nghệ sĩ khác, tiêu biểu nhất là Oasis; cây guitar-sáng tác chính của Oasis, Noel Gallagher từng nói trong một buổi phỏng vấn rằng "khi tôi nghe 'Sally Cinnamon' lần đầu, tôi đã biết định mệnh của mình là gì". Em trai của Gallagher và giọng ca chính của Oasis Liam thì cho biết họ là ban nhạc đầu tiên mà anh xem trực tiếp và cách họ biểu diễn đã tác động đến anh để trở thành một ca sĩ.

## Thành viên
Cựu thành viên
- Ian Brown – hát chính, bộ gõ, bongo (1983–1996, 2011–2017)
- John Squire – guitar, hát đệm (1983–1996, 2011–2017)
- Mani (Gary Mounfield) – guitar bass (1987–1996, 2011–2017)
- Reni (Alan Wren) – trống, bộ gõ, hát đệm (1984–1995, 2011–2017)
- Pete Garner – bass (1983–1987)
- Andy Couzens – guitar rhythm, hát đệm (1983–1986)
- Simon Wolstencroft – trống (1983–1984)
- Rob Hampson – bass (1987)
- Cressa – múa (1989)
- Robbie Maddix – trống, hát đệm (1995–1996)
- Nigel Ippinson – keyboard, hát đệm (1995–1996)
- Aziz Ibrahim – guitar (1996)

## Danh sách đĩa nhạc
- The Stone Roses (1989)
- Second Coming (1994)